# Canal potassique voltage-dépendant
Les canaux potassiques voltage-dépendants, ou canaux potassiques dépendants du voltage (canaux K+ VD), sont des canaux spécifiques au potassium présents dans la membrane plasmique des cellules. Ils jouent un rôle important dans la repolarisation après le passage d'un potentiel d'action dans les tissus excitables tels que les neurones ou les muscles.